# Sadowie (powiat będziński)
Sadowie – wieś w Polsce, położona w województwie śląskim, w powiecie będzińskim, w gminie Mierzęcice.
W latach 1975–1998 miejscowość należała administracyjnie do województwa katowickiego.